# يورغن بي. هوسمان
يورغن بي. هوسمان (بالألمانية: Jürgen B. Hausmann)‏ هو فنان ملاهي ‏ ألماني، ولد في 29 أكتوبر 1964.